# Hanan Ahmed Khaled
Hanan Ahmed Khaled (née le 23 juin 1968) est une athlète égyptienne, spécialiste du lancer du poids et du lancer du disque.

## Biographie
Elle remporte dix médailles lors des Championnats d'Afrique d'athlétisme, dont quatre titres au lancer du poids en 1988, 1989, 1990 et 1996. Elle s'adjuge par ailleurs trois médailles d'or aux Jeux africains : deux au lancer du poids en 1991 et 1995 et une au lancer du disque en 1991.

### Palmarès
| Date | Compétition             | Lieu       | Résultat | Épreuve          | Performance |
| ---- | ----------------------- | ---------- | -------- | ---------------- | ----------- |
| 1987 | Championnats panarabes  | Alger      | 3e       | Lancer du poids  | 13,31 m     |
| 1987 | Jeux africains          | Nairobi    | 2e       | Lancer du disque | 45,12 m     |
| 1988 | Championnats d'Afrique  | Annaba     | 1re      | Lancer du poids  | 15,02 m     |
| 1988 | Championnats d'Afrique  | Annaba     | 2e       | Lancer du disque | 47,58 m     |
| 1989 | Jeux de la Francophonie | Casablanca | 3e       | Lancer du disque | 50,60 m     |
| 1989 | Championnats d'Afrique  | Le Caire   | 1re      | Lancer du poids  | 15,00 m     |
| 1989 | Championnats d'Afrique  | Le Caire   | 1re      | Lancer du disque | 53,46 m     |
| 1989 | Championnats panarabes  | Lagos      | 1re      | Lancer du poids  | 14,28 m     |
| 1989 | Championnats panarabes  | Lagos      | 2e       | Lancer du disque | 50,32 m     |
| 1990 | Championnats d'Afrique  | Le Caire   | 1re      | Lancer du poids  | 15,21 m     |
| 1990 | Championnats d'Afrique  | Le Caire   | 2e       | Lancer du disque | 49,90 m     |
| 1991 | Jeux africains          | Le Caire   | 1re      | Lancer du poids  | 14,88 m     |
| 1991 | Jeux africains          | Le Caire   | 1re      | Lancer du disque | 48,32 m     |
| 1991 | Championnats panarabes  | Lattaquié  | 1re      | Lancer du poids  | 14,50 m     |
| 1991 | Championnats panarabes  | Lattaquié  | 1re      | Lancer du disque | 18,00 m     |
| 1992 | Championnats d'Afrique  | Maurice    | 2e       | Lancer du poids  | 15,49 m     |
| 1993 | Championnats panarabes  | Lattaquié  | 2e       | Lancer du poids  | 14,38 m     |
| 1993 | Championnats panarabes  | Lattaquié  | 2e       | Lancer du disque | 43,78 m     |
| 1995 | Championnats panarabes  | Le Caire   | 2e       | Lancer du poids  | 15,14 m     |
| 1995 | Jeux africains          | Harare     | 1re      | Lancer du poids  | 15,29 m     |
| 1996 | Championnats d'Afrique  | Yaoundé    | 1re      | Lancer du poids  | 14,47 m     |
| 1997 | Jeux panarabes          | Beyrouth   | 3e       | Lancer du poids  | 14,69 m     |
| 1997 | Jeux panarabes          | Beyrouth   | 2e       | Lancer du disque | 48,78 m     |
| 1998 | Championnats panarabes  | Damas      | 2e       | Lancer du disque | 43,60 m     |
| 1998 | Championnats d'Afrique  | Yaoundé    | 3e       | Lancer du poids  | 14,68 m     |
| 1998 | Championnats d'Afrique  | Yaoundé    | 3e       | Lancer du disque | 42,82 m     |

### Records
| Épreuve          | Performance | Lieu     | Date            |
| ---------------- | ----------- | -------- | --------------- |
| Lancer du poids  | 14,96 m     | Beyrouth | 16 juillet 1997 |
| Lancer du disque |             |          |                 |